# Ґарбіна
Ґарбіна (пол. Garbina, нім. Willenberg) — село в Польщі, у гміні Бранево Браневського повіту Вармінсько-Мазурського воєводства.
Населення — 36 осіб (2011).
У 1975-1998 роках село належало до Ельблонзького воєводства.

## Демографія
Демографічна структура станом на 31 березня 2011 року:
|          | Загалом | Допрацездатний вік | Працездатний вік | Постпрацездатний вік |
| -------- | ------- | ------------------ | ---------------- | -------------------- |
| Чоловіки | 22      | 5                  | 14               | 3                    |
| Жінки    | 14      | 1                  | 9                | 4                    |
| Разом    | 36      | 6                  | 23               | 7                    |